# Населення Чаду
Населення Чаду. Чисельність населення країни 2015 року становила 11,631 млн осіб (77-ме місце у світі). Чисельність чадців стабільно збільшується, народжуваність 2015 року становила 36,6 ‰ (16-те місце у світі), смертність — 14,28 ‰ (6-те місце у світі), природний приріст — 1,89 % (58-ме місце у світі) . 

## Природний рух

### Відтворення
Народжуваність у Чаді, станом на 2015 рік, дорівнює 36,6 ‰ (16-те місце у світі). Коефіцієнт потенційної народжуваності 2015 року становив 4,55 дитини на одну жінку (25-те місце у світі). Рівень застосування контрацепції 4,8 % (станом на 2010 рік).
Смертність у Чаді 2015 року становила 14,28 ‰ (6-те місце у світі).
Природний приріст населення у країні 2015 року становив 1,89 % (58-ме місце у світі).

### Вікова структура

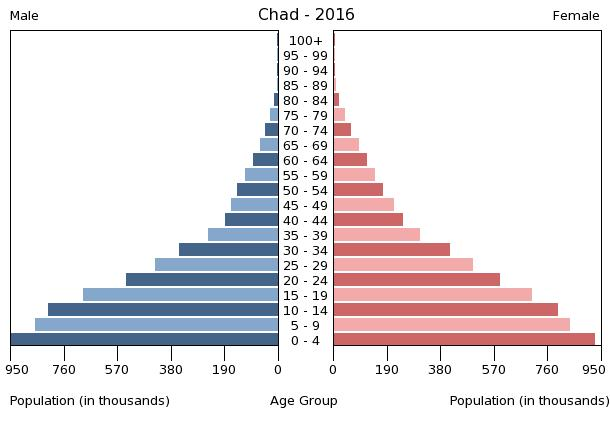
Віково-статева піраміда населення Чаду, 2015 рік

Середній вік населення Чаду становить 17,6 року (220-те місце у світі): для чоловіків — 16,6, для жінок — 18,6 року. Очікувана середня тривалість життя 2015 року становила 49,81 року (224-те місце у світі), для чоловіків — 48,64 року, для жінок — 51,03 року.
Вікова структура населення Чаду, станом на 2015 рік, мала такий вигляд:
- діти віком до 14 років — 44,2 % (2 607 314 чоловіків, 2 534 163 жінки);
- молодь віком 15—24 роки — 20,9 % (1 183 962 чоловіки, 1 247 130 жінок);
- дорослі віком 25—54 роки — 28,05 % (1 479 285 чоловіків, 1 783 014 жінок);
- особи передпохилого віку (55—64 роки) — 3,87 % (197 673 чоловіки, 252 379 жінок);
- особи похилого віку (65 років і старіші) — 2,98 % (143 712 чоловіків, 202 824 жінки)[1].

### Шлюбність— розлучуваність
Середній вік, коли чоловіки беруть перший шлюб, дорівнює 22,4 року, жінки — 16,0 року, загалом — 19,2 року (дані за 2005 рік).

## Розселення
Густота населення країни 2015 року становила 11,1 особи/км² (221-ше місце у світі).

### Урбанізація
Чад середньоурбанізована країна. Рівень урбанізованості становить 22,5 % населення країни (станом на 2015 рік), темпи зростання частки міського населення — 3,42 % (оцінка тренду за 2010—2015 роки).
Головні міста держави: Нджамена (столиця) — 1,26 млн осіб (дані за 2015 рік).

### Міграції
Річний рівень еміграції 2015 року становив 3,45 ‰ (186-те місце у світі). Цей показник не враховує різниці між законними і незаконними мігрантами, між біженцями, трудовими мігрантами та іншими.

#### Біженці й вимушені переселенці
Станом на 2016 рік, у країні постійно перебуває 306,7 тис. біженців з Судану, 72,87 тис. Центральноафриканської Республіки, 7,33 тис. з Нігерії. У той самий час у країні, станом на 2016 рік, налічується 58,7 тис. внутрішньо переміщених осіб на сході.
Чад є членом Міжнародної організації з міграції (IOM).

## Расово-етнічний склад
| Етнічний склад (2009 рік) | Етнічний склад (2009 рік) | Етнічний склад (2009 рік) | Етнічний склад (2009 рік) | Етнічний склад (2009 рік) |
| ------------------------- | ------------------------- | ------------------------- | ------------------------- | ------------------------- |
| Етнос:                    |                           |                           | Відсоток:                 |                           |
| сара                      | сара                      |                           | 25.9%                     | 25.9%                     |
| араби                     | араби                     |                           | 12.6%                     | 12.6%                     |
| канембу                   | канембу                   |                           | 8.3%                      | 8.3%                      |
| вадаї                     | вадаї                     |                           | 7%                        | 7%                        |
| тубу                      | тубу                      |                           | 6.8%                      | 6.8%                      |
| маса                      | маса                      |                           | 4.7%                      | 4.7%                      |
| булала                    | булала                    |                           | 3.6%                      | 3.6%                      |
| бідійо                    | бідійо                    |                           | 3.6%                      | 3.6%                      |
| марба                     | марба                     |                           | 2.9%                      | 2.9%                      |
| даджо                     | даджо                     |                           | 2.5%                      | 2.5%                      |
| мунданг                   | мунданг                   |                           | 2.5%                      | 2.5%                      |
| габрі                     | габрі                     |                           | 2.4%                      | 2.4%                      |
| загава                    | загава                    |                           | 2.3%                      | 2.3%                      |
| фульбе                    | фульбе                    |                           | 2%                        | 2%                        |
| тупурі                    | тупурі                    |                           | 2%                        | 2%                        |
| тама                      | тама                      |                           | 1.6%                      | 1.6%                      |
| багірмі                   | багірмі                   |                           | 1.3%                      | 1.3%                      |
| каро                      | каро                      |                           | 1.3%                      | 1.3%                      |
| месмеджі                  | месмеджі                  |                           | 1%                        | 1%                        |
| інші                      | інші                      |                           | 2.5%                      | 2.5%                      |
| суданці                   | суданці                   |                           | 2.5%                      | 2.5%                      |

Головні етноси країни: сара (нгамбає, маджингає, мбає) — 25,9 %, араби — 12,6 %, канембу (борну, будума) — 8,3 %, вадаї (маба, масаліт, мімі) — 7 %, тубу — 6,8 %, маса (мусей, мусгум) — 4,7 %, булала (медого, кука) — 3,6 %, бідійо (мігама, кенга, дангліт) — 3,6 %, марба (леле, месме) — 2,9 %, даджо (кібет, муро) — 2,5 %, мунданг — 2,5 %, габрі (кабалає, нанчере, сомарай) — 2,4 %, загава (бідеят, кобі) — 2,3 %, фульбе — 2 %, тупурі (кера) — 2 %, тама (ассонгорі, мараріт) — 1,6 %, багірмі (барма) — 1,3 %, каро (зіме, певе) — 1,3 %, месмеджі (масаліт, каджксе) — 1 %, інші — 2,5 %, іноземці (здебільшого суданці) — 2,5 % населення (оціночні дані за 2009 рік).

## Мови
| Мови Чаду (2015 рік) | Мови Чаду (2015 рік) | Мови Чаду (2015 рік) | Мови Чаду (2015 рік) | Мови Чаду (2015 рік) |
| -------------------- | -------------------- | -------------------- | -------------------- | -------------------- |
| Мова:                |                      |                      | Відсоток:            |                      |
| французька           | французька           |                      | %                    | %                    |
| арабська             | арабська             |                      | %                    | %                    |
| сара                 | сара                 |                      | %                    | %                    |
| інші                 | інші                 |                      | %                    | %                    |

Офіційні мови: французька, арабська. Інші поширені мови: нгамбай, сар (переважно на півдні) та ще 120 інших мов і діалектів.

## Релігії
| Релігії в Чаді (2009 рік) | Релігії в Чаді (2009 рік) | Релігії в Чаді (2009 рік) | Релігії в Чаді (2009 рік) | Релігії в Чаді (2009 рік) |
| ------------------------- | ------------------------- | ------------------------- | ------------------------- | ------------------------- |
| Віросповідання:           |                           |                           | Відсоток:                 |                           |
| мусульмани                | мусульмани                |                           | 58.4%                     | 58.4%                     |
| католики                  | католики                  |                           | 18.5%                     | 18.5%                     |
| протестанти               | протестанти               |                           | 16.1%                     | 16.1%                     |
| анімісти                  | анімісти                  |                           | 4%                        | 4%                        |
| інші                      | інші                      |                           | 0.5%                      | 0.5%                      |
| атеїсти                   | атеїсти                   |                           | 2.4%                      | 2.4%                      |

Головні релігії й вірування, які сповідує, і конфесії та церковні організації, до яких відносить себе населення країни: іслам — 58,4 %, католицтво — 18,5 %, протестантизм — 16,1 %, анімізм — 4 %, інші — 0,5 %, не сповідують жодної — 2,4 % (станом на 2009 рік).

## Освіта
Рівень письменності 2015 року становив 40,2 % дорослого населення (віком від 15 років, що могли писати французькою або арабською): 48,5 % — серед чоловіків, 31,9 % — серед жінок.
Державні витрати на освіту становлять 2,9 % ВВП країни, станом на 2013 рік (160-те місце у світі). Середня тривалість освіти становить 7 років, для хлопців — до 9 років, для дівчат — до 6 років (станом на 2011 рік).

## Охорона здоров'я
Забезпеченість лікарями в країні на рівні 0,04 лікаря на 1000 мешканців (станом на 2006 рік). Загальні витрати на охорону здоров'я 2014 року становили 3,6 % ВВП країни (174-те місце у світі).
Смертність немовлят до 1 року, станом на 2015 рік, становила 88,69 ‰ (6-те місце у світі); хлопчиків — 94,23 ‰, дівчаток — 82,93 ‰. Рівень материнської смертності 2015 року становив 856 випадків на 100 тис. народжень (2-ге місце у світі).
Чад входить до складу ряду міжнародних організацій: Міжнародного руху (ICRM) і Міжнародної федерації товариств Червоного Хреста і Червоного Півмісяця (IFRCS), Дитячого фонду ООН (UNISEF), Всесвітньої організації охорони здоров'я (WHO).

### Захворювання
Потенційний рівень зараження інфекційними хворобами в країні дуже високий. Найпоширеніші інфекційні захворювання: діарея, гепатит А і Е, черевний тиф, малярія, гарячка денге, шистосомози, менінгококовий менінгіт, сказ (станом на 2016 рік).
2014 року зареєстровано 215,0 тис. хворих на СНІД (25-те місце у світі), це 2,53 % населення в репродуктивному віці 15—49 років (24-те місце у світі). Смертність 2014 року від цієї хвороби становила 11,7 тис. осіб (21-ше місце у світі).
Частка дорослого населення з високим індексом маси тіла 2014 року становила 6,6 % (177-ме місце у світі); частка дітей віком до 5 років зі зниженою масою тіла становила 28,8 % (оцінка на 2015 рік). Ця статистика показує як власне стан харчування, так і наявну/гіпотетичну поширеність різних захворювань.

### Санітарія
Доступ до облаштованих джерел питної води 2015 року мало 71,8 % населення в містах і 44,8 % в сільській місцевості; загалом 50,8 % населення країни. Відсоток забезпеченості населення доступом до облаштованого водовідведення (каналізація, септик): в містах — 31,4 %, в сільській місцевості — 6,5 %, загалом по країні — 12,1 % (станом на 2015 рік). Споживання прісної води, станом на 2005 рік, дорівнює 0,88 км³ на рік, або 84,81 тонни на одного мешканця на рік: з яких 12 % припадає на побутові, 12 % — на промислові, 76 % — на сільськогосподарські потреби.

## Соціально-економічне становище
Співвідношення осіб, що в економічному плані залежать від інших, до осіб працездатного віку (15—64 роки) загалом становить 100,7 % (станом на 2015 рік): частка дітей — 95,8 %; частка осіб похилого віку — 4,9 %, або 20,3 потенційно працездатного на 1 пенсіонера. Загалом ці показники характеризують рівень потреби державної допомоги в секторах освіти, охорони здоров'я та пенсійного забезпечення, відповідно. За межею бідності 2011 року перебувало 46,7 % населення країни. Розподіл доходів домогосподарств у країні має такий вигляд: нижній дециль — 2,6 %, верхній дециль — 30,8 % (станом на 2003 рік).
Станом на 2013 рік, у країні 10,477 млн осіб не має доступу до електромереж; 4 % населення має доступ, у містах цей показник дорівнює 14 %, у сільській місцевості — 1 %. Рівень проникнення інтернет-технологій надзвичайно низький. Станом на липень 2015 року в країні налічувалось 314 тис. унікальних інтернет-користувачів (148-ме місце у світі), що становило 2,7 % загальної кількості населення країни.

### Трудові ресурси
Загальні трудові ресурси 2015 року становили 5,268 млн осіб (76-те місце у світі). Зайнятість економічно активного населення у господарстві країни розподіляється таким чином: аграрне, лісове і рибне господарства — 80 %; промисловість, будівництво і сфера послуг — 20 % (станом на 2006 рік). 1,475 млн дітей у віці від 5 до 14 років (48 % загальної кількості) 2010 року були залучені до дитячої праці. Дані про рівень безробіття серед працездатного населення країни, станом на 2015 рік, відсутні.

## Кримінал

### Торгівля людьми
Згідно зі щорічною доповіддю про торгівлю людьми (англ. Trafficking in Persons Report) Управління з моніторингу та боротьби з торгівлею людьми Державного департаменту США, уряд Чаду докладає значних зусиль у боротьбі з явищем примусової праці, сексуальної експлуатації, незаконною торгівлею внутрішніми органами, але не повною мірою, країна перебуває у списку спостереження другого рівня.

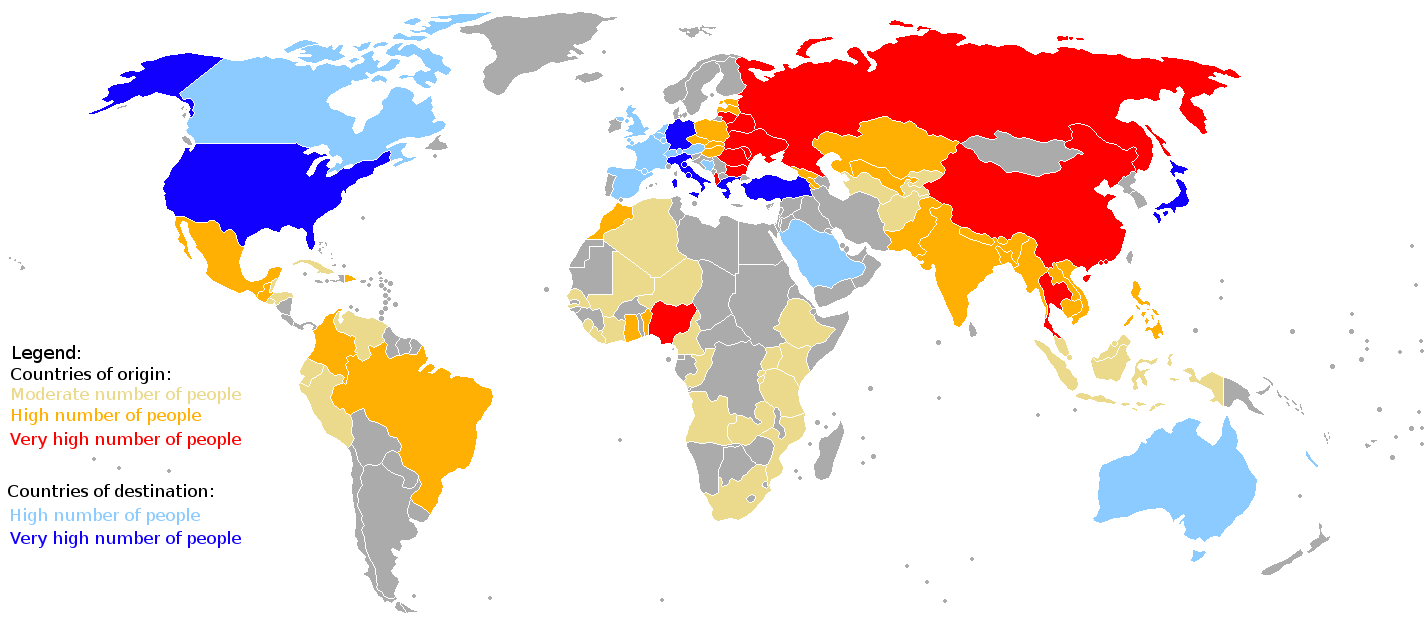
Країни-донори (червоний) і країни-реципієнти кримінальних потоків  (англ.)
Глобальна боротьба з торгівлею людьми (англ.)

## Гендерний стан
Статеве співвідношення (оцінка 2015 року):
- при народженні — 1,04 особи чоловічої статі на 1 особу жіночої;
- у віці до 14 років — 1,03 особи чоловічої статі на 1 особу жіночої;
- у віці 15—24 років — 0,95 особи чоловічої статі на 1 особу жіночої;
- у віці 25—54 років — 0,83 особи чоловічої статі на 1 особу жіночої;
- у віці 55—64 років — 0,78 особи чоловічої статі на 1 особу жіночої;
- у віці за 64 роки — 0,71 особи чоловічої статі на 1 особу жіночої;
- загалом — 0,93 особи чоловічої статі на 1 особу жіночої[1].

## Демографічні дослідження
Демографічні дослідження у країні ведуться рядом державних і наукових установ:

### Українською
- Атлас. 10—11 клас. Економічна і соціальна географія світу / упорядники :  О. Я. Скуратович, Н. І. Чанцева. — К. : ДНВП «Картографія», 2010. — ISBN 978-966-475-639-3.
- Атлас світу / голов. ред. І. С. Руденко ; зав. ред. В. В. Радченко ; відп. ред. О. В. Вакуленко. — К. : ДНВП «Картографія», 2005. — 336 с. — ISBN 9666315467.
- Безуглий В. В. Економічна і соціальна географія зарубіжних країн : Навчальний посібник. — К. : ВЦ «Академія», 2007. — 704 с. — ISBN 978-966-580-239-6.
- Безуглий В. В., Козинець С. В. Регіональна економічна і соціальна географія світу : Навчальний посібник. — видання 2-ге, доп., перероб. — К. : ВЦ «Академія», 2007. — 688 с. — ISBN 966-580-144-9.
- Головченко В. І., Кравчук О. Країнознавство: Азія, Африка, Латинська Америка, Австралія і Океанія. — К., 2006. — 335 с. — ISBN 966-8939-04-2.
- Гудзеляк І. І. Географія населення: Навчальний посібник / І. Гудзеляк. — Л. : Видавничий центр ЛНУ імені Івана Франка, 2008. — 232 с. — ISBN 978-966-613-599-8.
- Дахно І. І. Країни світу: Енциклопедичний довідник / І. І. Дахно, С. М. Тимофієв. — К. : Мапа, 2011. — 606 с. — (Бібліотека нового українця) — ISBN 978-966-8804-23-6.
- Дахно І. І. Економічна географія зарубіжних країн : навчальний посібник. — К. : Центр учбової літератури, 2014. — 319 с. — ISBN 978-611-01-0682-5.
- Джаман В. О. Регіональні системи розселення: демографічні аспекти. — Чернівці : Рута, 2003. — 392 с. — ISBN 9665685988.
- Дорошенко Л. С. Демографія: Навчальний посібник. — К. : МАУП, 2005. — 112 с. — ISBN 966-608-442-2.
- Дубович І. А. Країнознавчий словник-довідник. — 5-те вид., перероб. і доп. — К. : Знання, 2008. — 839 с. — ISBN 978-966-346-330-8.
- Економічна і соціальна географія країн світу. Навчальний посібник / За ред. Кузика С. П. — Л. : Світ, 2002. — 672 с. — ISBN 966-603-178-7.
- Загальна медична географія світу / В. О. Шевченко [та ін.] — К. : [б.в.], 1998. — 178 с.
- Книш М. М., Мамчур О. І. Регіональна економічна і соціальна географія світу (Латинська Америка та Карибські країни, Африка, Азія, Океанія) : навч. посіб. — Л. : ЛНУ ім. Івана Франка, 2013. — 368 с. — ISBN 978-617-10-0007-0.
- Крисаченко В. С. Динаміка населення: Популяційні, етнічні та глобальні виміри. — К. : Видавництво Національного інституту стратегічних досліджень, 2005. — 368 с. — ISBN 966-554-083-1.
- Любіцева О. О., Мезенцев К. В., Павлов С. В. Географія релігій. — К. : АртЕК, 1999. — 504 с. — ISBN 966-505-006-0.
- Масляк П. О. Країнознавство. — К. : Знання, 2007. — 292 с. — (Вища освіта XXI століття)
- Масляк П. О., Дахно І. І. Економічна і соціальна географія світу / П. О. Масляк, І. І. Дахно ; за ред. П. О. Масляка. — К. : Вежа, 2003. — 280 с. — ISBN 966-7091-53-8.

### Російською
- (рос.) Чад // Демографический энциклопедический словарь / главн. ред. Валентей Д. И. — М. : Советская энциклопедия, 1985. — 608 с.
- (рос.) Чад // Африка: энциклопедический справочник [в 2-х тт.] / гл. ред. А. Громыко. — М. : Советская энциклопедия, 1987. — Т. 2. — 671 с.
- (рос.) Чад // Страны и народы. Африка. Западная и Центральная Африка / Редкол. : М. Б. Горнунг, Г. Б. Старушенко (отв. ред.) и др. — М. : «Мысль», 1979. — 301 с. — (Страны и народы) — 180 тис. прим.
- (рос.) Атлас народов мира / Отв. ред. С. И. Брук и В. С. Апенченко. — М. : ГУГК ГГК СССР и Институт этнографии им. Н. Н. Миклухо-Маклая АН СССР, 1964. — 185 с. — 20 тис. прим.
- (рос.) Численность и расселение народов мира. Этнографические очерки / под ред. С. И. Брука. — М. : Издательство АН СССР, 1962. — 487 с.
- (рос.) Лаппо Г. М. География городов: Учебное пособие для географических факультетов вузов. — М. : Туманит, изд. центр ВЛАДОС, 1997. — 476 с. — ISBN 5-691-00047-0.
- (рос.) Ягельский А. География населения. — М. : Прогресс, 1980. — 383 с.